# ماگریت ۷۹۳۳
سیارک ۷۹۳۳ (به انگلیسی: 7933 Magritte، نامگذاری:1989GP4) هفت هزار و نهصد و سی و سومین سیارک کشف شده است که در ۳ آوریل ۱۹۸۹ کشف شد.
قدر مطلق سیارک برابر ۱۴٫۷۰ است.